# 密閉場地搜查隊
密閉場地搜查隊（英語：Confined Space Search Team，簡稱）於1997年成立，隸屬於香港警務處行動處行動部行動科重點及搜查組警察搜查隊，主要責任為執行密閉空間（包括沙井、泵房、地下水管道及冷氣槽等）搜查及協助蒐證任務。

## 組織
密閉場地搜查隊由一名總督察出任主管，由一名高級督察出任副主管，領導3名警署警長、8名警長和10名警員，來自香港警察學院、水警總區、警察機動部隊、衝鋒隊、鄉村巡邏隊、特別職務隊及刑事調查隊等。

## 歷史
1997年，警察搜查隊為香港特別行政區成立慶典準備一連串的保安搜查行動期間，發現當中涉及不少密閉空間。因此，警察搜查隊成立了密閉場地搜查隊以提升搜查上述空間的能力。成立初期，密閉場地搜查隊由一名高級督察出任主管，領導兩名警長和8名警員。
2010年代，密閉場地搜查隊先後兩次分別派遣8名隊員前赴新加坡民防部和新加坡人力部職業安全與健康科進修，以學習及提升在密閉空間工作及拯救的專業技術。

## 訓練
密閉空間搜查隊人員需要接受多項訓練，包括由建造業議會提供的課程，以取得合資格人士證明書、核准工人證明書及急救等相關專業資格，始能夠負責密閉空間的監察及支援事務，所有資格均需要每3年覆試一次；由民眾安全服務隊提供的訓練，以及為期5日、由香港消防處提供的消防及純氧樽運用等訓練。成功通過訓練人員，每年均需要再度通過體格檢驗。

## 裝備
人員身上儀器重逾20磅，配備化生輻核保護衣、防爆盔、安全索、防靜電水鞋和防爆頭燈等基本裝備，氧氣樽供氣量亦足以讓人員逗留在密閉空間至少35分鐘，方便蒐證。

## 大事記
- 1997年香港主權移交儀式
- 2005年世界貿易組織第六次部長級會議
- 2007年香港特別行政區成立十周年紀念
- 2008年夏季奧林匹克運動會馬術比賽
- 2009年東亞運動會